# شهرک صنعتی شماره دو کرمان
شهرک صنعتی شماره دو کرمان روستایی در دهستان باغین بخش مرکزی شهرستان کرمان استان کرمان ایران است.

## جمعیت
بر پایه سرشماری عمومی نفوس و مسکن در سال ۱۳۹۵ جمعیت این مکان ۹۶ نفر (۲۷خانوار) بوده‌است.